# Näbbfisk
Näbbfisk (Forcipiger longirostris) är en fiskart som först beskrevs av Pierre Marie Auguste Broussonet 1782.  Näbbfisk ingår i släktet Forcipiger och familjen Chaetodontidae. IUCN kategoriserar arten globalt som livskraftig. Inga underarter finns listade i Catalogue of Life.
Arten förekommer i Indiska oceanen och Stilla havet. Den vistas i 2 till 208 meter djupa områden. Näbbfisken hittas vanligen vid korallrevens och andra klippors kanter.
Individerna lever mest ensam eller i par. De äter olika små ryggradslösa djur.